# Karl-Georg Wellmann
Karl-Georg Ernst Gottlob Wellmann, né le 18 novembre 1952, est un homme politique allemand.